# Jaishul al-Qiba al-Jihadi al-Siri al-Alami
L'organisation Jaishul al-Qiba al-Jihadi al-Siri al-Alami (« Armée secrète du Djihâd international ») était un mouvement islamiste pakistanais fondé par un allié d'Al-Qaïda, Nek Mohammad, après sa retraite d'Afghanistan. Elle se consacrait à l'entraînement et à l'endoctrinement de la nouvelle génération de djihadistes arrivés au Pakistan après le début de l'offensive américaine,. 
Sa structure fut détruite lors d'une première série d'opérations militaires de l'armée pakistanaise à la mi-2003 dans le Waziristan du Sud. Nek Mohammed parvint à reconstituer une force pendant l'hiver (jusqu'à 40 véhicules plus ou moins blindés), mais il fut tué par une seconde attaque pakistanaise durant l'été 2004. L'organisation, déjà durement affaiblie par les combats de 2003 ne se releva pas. Cependant, malgré sa destruction, elle a eu le temps de former de nombreux cadres pour le mouvement djihâdiste dans les zones frontalières de l'Afghanistan et du Pakistan.